# Soma (Gambia)
Soma – miasto w Gambii w dywizji Lower River, na południowym brzegu rzeki Gambia. Mieszka tu około 10 tysięcy osób (stan z 2006 roku). Soma położona jest na skrzyżowaniu dwóch ważnych arterii komunikacyjnych kraju: trasy transgambijskiej i South Bank Road.